# Joseph Jean Pierre Laurent
Joseph Jean Pierre Laurent (* 31. Januar 1823 in Bagnols-sur-Cèze; † 4. März 1900 in Marseille); auch A. Laurent, während der Vorname in Vergessenheit geraten war, war ein französischer Astronom und Chemiker.

## Wirken
Laurent entdeckte am 22. Januar 1858 den Asteroiden (51) Nemausa. Weitere Asteroidenentdeckungen gelangen ihm nicht, über ihn selbst ist wenig bekannt. Von dem Astronomen Benjamin Valz, Direktor des Observatoriums von Marseille, wurde Laurent als „élève distingué de l’école marseillaise“ („ausgezeichneter Schüler der Marseiller Schule“) beschrieben, von dessen Nachfolger Édouard Stephan als „jeune homme très habile“ („sehr fähiger junger Mann“). Als seine offizielle Tätigkeit wird „contrôleur au bureau de garantie“ („Kontrolleur im Garantieamt“) genannt, entsprechend bezeichneten Astronomen ihn als „Amateur“ oder „Astronomischen Dilettanten“.
Nemausa wurde an einer Privatsternwarte in Nîmes entdeckt, die zu einem Haus gehörte, das zuvor Benjamin Valz bewohnte. Valz wurde Direktor des Observatoriums von Marseille und vertraute das Haus Laurent an. Das Haus an der Rue Nationale 32 trägt heute eine Gedenktafel, die an die Entdeckung erinnert.
Für seine Entdeckung wurde Laurent 1858 gemeinsam mit anderen Entdeckern von Asteroiden und Kometen (Goldschmidt, Searle, Tuttle, Winnecke und Donati) mit der Prix-d’Astronomie-Medaille der Lalande-Stiftung ausgezeichnet.
Laurent zu Ehren wurde ein im Jahr 1876 von Prosper Mathieu Henry entdeckter Asteroid (162) Laurentia benannt.